# بادپر تندرنگ
بادپر تندرنگ (نام علمی: Cymothoe lurida) نام یک گونه از سرده پروانه‌های بادپر است.